# Libor Bouček
Libor Bouček (* 2. prosince 1980 Praha) je český moderátor a herec, který se věnuje především dabingu. Do 11. ledna 2020 byl moderátorem rádia Evropa 2 v pořadu Afterparty, poté odešel do zpravodajského kanálu CNN Prima News, kde moderoval pořad Nový den. V minulosti moderoval také na Frekvenci 1. Nyní moderuje pořady TV Prima a od března 2022 je též moderátorem rádia Expres FM. Jako herec se objevil například ve filmu Rafťáci.

## Osobní život
Pochází z Prahy. V letech 1995–1999 studoval na Akademickém gymnáziu v Praze 1. Chodil do Dismanova rozhlasového dětského souboru. V letech 2000–2004 studoval katedru produkce na pražské DAMU.
V červenci 2006 se oženil se slovenskou moderátorkou Mariannou Ďurianovou, ale po 10 měsících manželství se rozvedli. V roce 2009 se oženil s právničkou Janou Hlaváčkovou (sestrou tenistky Andrey Hlaváčkové). Rozvedli se v březnu 2013.
Dne 17. srpna 2019 se oženil potřetí s bývalou Miss Gabrielou Bendovou. V únoru 2021 se páru narodil syn Albert a v prosinci 2023 dcera Beata.

## Moderátor
- hudební pořad T-music
- seznamovací reality show Balírna (2004)
- reality show Vyvolení, Vyvolení 2, Vyvolení 3 a Vyvolení 2013
- reality show Vyvolena, Nevera po slovensky TV JOJ
- reality show Bar
- gameshow WIPEOUT Souboj národů! (2008)
- Československá Superstar (2011)
- Česká Miss 2010, Česká Miss 2013, Česká Miss 2014, Česká Miss 2015, Česká Miss 2016, Česká Miss 2019
- Český slavík Mattoni 2010, 2011, 2014 a 2015
- Hlas ČeskoSlovenska (2012)
- televizní zábavný pořad Vylomeniny (2006)
- vědomostní zábavná show Máme rádi Česko (2013–2021)[4]
- moderátor UEFA EURO 2008, UEFA EURO 2012, 100th Davis Cup Final (2012), finále Fed Cup (2012)
- Rozhlas Frekvence 1
- Pevnost Boyard (2016–2018)
- Eurovision Song Contest 2016 (ČT1, ČT2)
- Davis Cup 2011
- Fed Cup 2012
- Mistrovství světa v ledním hokeji 2015
- Sportovec roku 2016
- E.On Energy Globe Award 2015 a 2016
- Studio Ligy mistrů na Prima Cool 2012–2015
- 2017 Chart Show – hudební pořad
- Eurovision Song Contest 2017 (ČT1, ČT2)
- Eurovision Song Contest 2018 (ČT1, ČT2)
- 2018 1 proti všem – soutěž, moderuje s Leošem Marešem
- 2018 Sto let sportu – vyhlášení největších momentů
- 2018 Sto let sportu – galavečer českého sportu
- galavečer Kapka naděje 2018
- Eurovision Song Contest 2019 (ČT1, ČT2)
- galavečer Kapka naděje 2019
- Prague Playoffs 2019
- Studio Ligy mistrů na (2020-?) O2 TV Sport a O2 TV Fotbal
- Expres FM dopolední vysílání (10:00 - 11:00)
- Inkognito (od 2021)

## Filmografie

### Film
- Rafťáci (2006) – DJ
- Panic je nanic (2006) – sám sebe

### Televize
- Pohádkové počasí (TV film, 2008) – policista
- Krejzovi (seriál, 2018) – Mirko Dobeš
- Slunečná (seriál, 2021) – sám sebe
- Na lovu (soutěž, 2025) – lovec Žolík

### Dabing
- Zamilovaná (seriál) – Pichón (2000)
- Poslední trosečník XII. (seriál) (2000)
- Křehké pouto / Rodinné záležitosti (seriál) – Fred (2000)
- Gilmorova děvčata (seriál) – Dean Forester (2000)
- Au Pair II aneb Pohádka pokračuje – Michael Hausen (2001)
- Kriminálka Miami (seriál) – Tim Speedle (2002)
- Kachorra (seriál) – Gaspar (2002)
- Holky to chtěj taky 2 – Lukas (2003)
- Bláznivá školka – Howard, Steve (2005)
- Kriminálka New York (seriál) – Adam Ross (2004)
- Bianca – Cesta ke štěstí (seriál) (2004)
- Chirurgové (seriál) – Alex Karev (2005)
- Heuréka – město divů (seriál) – Larry Haberman (2006)
- Doba ledová 2: Obleva – Stu (2006)
- Tučňáci z Madagaskaru (seriál) – Rico (2008)
- Čtyřicítka na krku (TV film) (2008)
- V náruči ďábla (seriál) – Anchel (2009)
- Misfits: Zmetci (seriál) – Curtis Donovan (2009)
- Sechs auf einen Streich (seriál) (2009)
- (K)lamač srdcí (2010)
- Kung Fu Panda 2 – jeřáb (2011)
- Happy Feet 2 – Sven (2011)
- Captain America: První Avenger – Steve Rogers / Kapitán Amerika (2011)
- Ninjago (seriál) – Jay (2011)
- Ninjago: Dračí povstání – Jay (2023)
- Hobit: Neočekávaná cesta – Bofur (2012)
- Avengers – Steve Rogers / Kapitán Amerika (2012)
- Thor: Temný svět – Steve Rogers / Kapitán Amerika (2013)
- Pán času – Doktor
- Captain America: Návrat prvního Avengera – Steve Rogers / Kapitán Amerika (2014)
- Avengers: Age of Ultron – Steve Rogers / Kapitán Amerika (2015)
- Ant-Man – Steve Rogers / Kapitán Amerika (2015)
- Captain America: Občanská válka – Steve Rogers / Kapitán Amerika (2016)
- Kobra 11 – Vinzenz Kiefer / Alex Brandt (2015–2017)
- Bylo, nebylo – Kapitán Hook / Killian Joens
- Spider-Man: Homecoming – Steve Rogers / Kapitán Amerika (2017)
- Avengers: Infinity War – Steve Rogers / Kapitán Amerika (2018)
- Avengers: Endgame – Steve Rogers / Kapitán Amerika (2019)